# Marjolaine Bazin
Pour les articles homonymes, voir Bazin.
Marjolaine Bazin, née le 23 mai 1986 à Saint-Priest-en-Jarez, est une coureuse cycliste française, membre de l'équipe canadienne SAS-Macogep.

## Biographie
Marjolaine Bazin est gestionnaire du personnel et des achats au sein d'une PME à Saint Étienne, elle commence le cyclisme en 2011 à l'âge de 25 ans et la compétition en 2013. Elle remporte en début de saison 2016 le Grand Prix de Chambery et devient la révélation de l'année, après sa deuxième place au championnat de France à Vesoul derrière Edwige Pitel.

## Palmarès
- 2013
  - Riorges
- 2014
  - Pélussin
  - 3e de La Mérignacaise
- 2015
  - 2e (contre-la-montre) étape du Tour de Charente-Maritime féminin
- 2016
  - Grand Prix de Chambéry (cdf)
  - 2e du championnat de France sur route
  - 2e de la coupe de France
  - 2e du Prix des communes de Nogent-l'Abbesse (cdf)
- 2017
  - 3e du championnat de France sur route

### Classements UCI
| Année                                 | 2014 | 2015 | 2016 | 2017 |
| ------------------------------------- | ---- | ---- | ---- | ---- |
| Classement UCI                        | 198e | 223e | 214e | 470e |
|                                       |      |      |      |      |
| Légende : nc = non classéSource : UCI |      |      |      |      |